# Loch Ness
A Loch Ness (skót gael és ír nyelven Loch Nis) Skócia második legnagyobb tava. Inverness városától 16 kilométerre délnyugatra található. Hossza mintegy 40 kilométer, maximális szélessége 2,4 kilométer, legnagyobb mélysége pedig 230 méter. A vízfelszín 16 méteres tengerszint feletti magasságban van és 56,4 km² felületű. 7,4 km³-es térfogatával az ország legnagyobb térfogatú tava; több víz van benne, mint Anglia és Wales összes tavában együttvéve.  A tó a leginkább az állítólag benne élő Loch Ness-i szörnyről ismert.